# Phoxichilidium micropalpidum
Phoxichilidium micropalpidum is een zeespin uit de familie Phoxichilidiidae. De soort behoort tot het geslacht Phoxichilidium. Phoxichilidium micropalpidum werd in 1942 voor het eerst wetenschappelijk beschreven door Hilton. 